# Laksefjorden
Laksefjorden (nordsamisk: Lágesvuotna) er en fjord i Lebesby kommune i Troms og Finnmark fylke i Norge. Fjorden er den tredjelængste i Finnmark efter Porsangerfjorden og Varangerfjorden og strækker sig 92 km mod syd til bygden Kunes i enden af fjorden.
Den ydre del af fjorden ligger mellem Sværholthalvøya og Nordkinnhalvøya og har indløb mellem Sværholtklubben i vest og Store Finnkjerka i øst. Vest for Sværholthalvøya går Porsangerfjorden mod syd, mens Tanafjorden ligger på østsiden af Nordkinnhalvøya. Store Finnkjerka markerer også den ydre og vestlige grænse for Kjøllefjorden som går mod sydøst til Kjøllefjord på østsiden af Dyrfjordhalvøya.
Fjorden er op til 327 meter på det dybeste, næsten helt ude ved mundingen.
Fylkesvei 98 går langs østsiden af fjorden ud til Ifjord, og herfra går Fylkesvei 888 langs dele af østsiden. Når Fylkesvei 888 er lukket på grund af uvejr går der færge fra Kalak til Kifjorden.
I 1929 fandt en samer et depotfund, som sandsynligvis stammer fra folkevandringstiden, ved Vestre Eikvik i Laksefjorden, som kom til at hedde Laksefjordskatten.

## Bebyggelser
Det ligger ikke så mange bebyggelser langs fjorden. På vestsiden findes en bosættelse, Veidnes, og på østsiden ligger bygderne Dyfjord, Bekkarfjord, Lebesby og Ifjord og bosættelsen Brenngam, mens Kunes ligger inderst i fjorden.

## Fjordarme
Laksefjorden har mange fjordarme, særlig på østsiden. På vestsiden er den eneste fjordarm Lille-Porsangen. På østsiden er der fra nord til syd: Dyfjorden, Kifjorden, Eidsfjorden, Mårøyfjorden, Store Torskefjorden, Lille Torskefjorden, Bekkarfjorden, Ifjorden med Friarfjorden, Landersfjorden, Adamsfjorden og helt inderst ligger Storfjorden.

## Øer
Der ligger flere øer i fjorden. Den største er Brattholmen, som ligger næsten helt inde i fjorden, mens Mårøya er den næststørste. Andre øer er Kartøya, Store Bratholmen, Langholmen, Skjåholmen, Rypøya og Bonøya.